# Hexatoma neosaga
Hexatoma neosaga är en tvåvingeart som beskrevs av Alexander 1947. Hexatoma neosaga ingår i släktet Hexatoma och familjen småharkrankar.
Artens utbredningsområde är Venezuela. Inga underarter finns listade i Catalogue of Life.